# Suchohrdly
Suchohrdly – wieś i gmina w Czechach, w powiecie Znojmo, w kraju południowomorawskim. Według danych z dnia 1 stycznia 2013 liczyła 1 168 mieszkańców.